# Trånget (oostelijk deel)
Trånget (oostelijk deel) (Zweeds: Trånget (östra delen)) is een småort in de gemeente Göteborg in het landschap Bohuslän en de provincie Västra Götalands län in Zweden. Het småort heeft 51 inwoners (2005) en een oppervlakte van 6 hectare. Het småort bestaat uit het oostelijke deel van de plaats Trånget. Het småort wordt omringd door op sommige plaatsen begroeide rotsen en de stad Göteborg ligt zes kilometer ten oosten van het småort.